# Kontact
Kontact je zbirka programov, ki služijo kot osebni upravitelj informacij za KDE. Vgrajeno ima podporo za koledarje, stike, beležnice, sezname, novice in elektronsko pošto. Ti programi so bili sprva samostojni, zdaj pa so v Kontact vgrajeni z uporabo KPartsa.

## Zgodovina
Osnovo za program je napisal Matthias Hoelzer-Kluepfel in kasneje so ga dodali v KDE-jevo skladišče, delo je prevzel Daniel Molkentin. Takrat je bil Kontact pripravljen za vgraditev prvih programov.
Cornelius Schumacher je spremenil programa KAddressBook in KOrganizer, tako da sta nastala vstavka adresar in koledar. Mankal je program za elektronsko pošto, ki pa ga Cornelius, ni znal napisati. K delu je povabil Dona Sandersa.
Don Sanders je napisal mankajoči odjemalec elektronske pošte, tako da je spremenil program KMail. Nato je vstavek vključil v Kontact. Ustvaril je tudi prve pakete in spletno stran Kontacta.
Daniela Molkentina, Corneliusa Schumacherja in Dona Sandersa so vključili v moštvo projekta KDE. Kontact so dodali v glavno skladišče KDE-ja. S tem je Kontact postal del KDE-ja 3.2.
Z izidom KPartsa so Kontactu dodali še ostale programe. (glej Programi).
Med tem, ko je Kontact privzeti osebni upravljalnik ingormacij, pri projektih Erfrakon, Intevation in Klarälvdalens Datakonsult že razvijajo Kolab, ki bo naslednik Kontacta v novi generaciji KDE-ja KDE 4.0. Program bo ime več uporabnih značilnosti in vstavkov.

## Programi
Kantact omogoča:
- Stran s povzetkom: Prikaže neprebrano pošto, prihajajoče dogodke, najnovejše novice in vremensko napoved.
- KMail - odjemalec e-pošte za KDE
- KAddressBook - adresar za KDE
- KOrganizer - osebni organizator za KDE (omogoča koledar, dnevnik in sezname opravil)
- KNotes - notice
- Akregator - odjemalec RRS novic
- KNewsTicker  - odjemalec novic (v starjejših verzijah KNode)
- KWeather - Vremenska napoved
- KPilot - sinhronizacija z dlančnikom in mobitelom